# ALCAT-Test
Der ALCAT-Test (englisch Antigen Leukocyte Cellular Antibody Test) oder Leukozytenaktivierungstest auf Immunstimulanzien ist als zellulärer Allergen-Stimulationstest ein in der Alternativmedizin eingesetztes diagnostisches Verfahren zur qualitativen Bestimmung von Nahrungsmittelintoleranzen. Er basiert auf der Hypothese, dass Nahrungsmittelunverträglichkeiten durch eine entzündliche Reaktion gegen bestimmte Nahrungsmittel verursacht sein können. Anhand der Messung der Reaktionen des Bluts des Patienten auf eine Vielzahl von Lebensmittelextrakten und Lebensmittelzusatzstoffe wird dem Patienten nahegelegt, welche Nahrungsmittel er meiden solle. Das Verfahren bzw. dessen Aussagekraft ist wissenschaftlich nicht untermauert.

## Historisches
Der ALCAT-Test ist eine Weiterentwicklung des Ende der 1950er von Black und Bryan entwickelten, als zytotoxischen Lebensmitteltest (englisch leucocytotoxic test. oder Bryan's test) bezeichneten Tests. „Bryan's Test“ basiert auf der mikroskopischen Abschätzung aktivierungsinduzierter Veränderungen und Autolyse der Leukozyten nach Mischen des Bluts mit Allergenen und Lebensmittelextrakten. Ihm wurde wegen Unbrauchbarkeit zum Nachweis von Allergien in den USA die Zulassung versagt. Allerdings wurde vor 1975 noch nicht so streng zwischen verschiedenen Typen allergischer Reaktionen unterschieden.

## Biologische Grundlagen
Das ALCAT Verfahren basiert auf einer aktivierungsinduzierten Größenänderung der Leukozyten bzw. Granulozyten nach Mischen des Bluts der Patienten mit Lebensmittelextrakten. Die zugrunde liegenden Mechanismen wurden u. a. von Hurd und Hashimoto beschrieben und von Grinstein et al. detailliert untersucht.
Der ALCAT-Test ist somit ein In-vitro-Test zum Nachweis einer Immunreaktion gegen die getesteten Antigene im Vollblut, wobei hier die Aktivierung von Leukozyten, insbesondere von neutrophilen Granulozyten, nach Inkubation des Bluts mit aufgereinigten Extrakten der Lebensmittel bestimmt wird. Diese Aktivierung geht unter anderem mit einer Größenänderung der Zellen einher. Neutrophile Granulozyten tragen an ihrer Oberfläche IgG- und IgA-Rezeptoren, an die Antikörper mit ihrem Fc-Teil binden. Binden die spezifischen Antigene an diese Antikörper, so werden die Zellen aktiviert. Soweit die Aktivierung der Zellen durch IgG-Antikörper ausgelöst wird, muss davon ausgegangen werden, dass es sich im Wesentlichen um Antikörper der Isotypen IgG1 und IgG3 handelt.
Da neutrophile Granulozyten keine IgE-Rezeptoren tragen, werden klassische IgE-vermittelte Typ I-Allergien durch den ALCAT-Test nicht erfasst und sollten daher vorab durch geeignete Testverfahren ausgeschlossen werden.

## Technisches
Die Durchführung der eigentlichen Reaktionen erfolgt in standardisierten, vorkonfektionierten und mit den Testsubstanzen bestückten Testkassetten. Die Messung dann erfolgt automatisiert in einem modifizierten Messsystem auf der Basis des Coulter-Zellzählers. Die Reaktionsstärke wird anhand des Unterschieds der einzelnen Messkurven gegen Negativkontrollen berechnet.

## Kosten
Der Test ist als eine Selbstzahlerleistung erhältlich, die in Deutschland von den gesetzlichen Krankenkassen nicht übernommen werden.

## Übliche Diagnostik bei Nahrungsmittelallergien und -intoleranzen
Nahrungsmittelallergien vom Soforttyp werden üblicherweise mittels eines IgE-Antikörpertests bei gleichzeitigem positivem oralen Provokationstest nachgewiesen. Bei klinischem Verdacht auf eine Typ IV-Allergie wird der Atopy Patch Test oder (bei Kontraindikationen) der Lymphozytentransformationstest durchgeführt.
Allergenspezifische Antikörper vom Isotyp G können sowohl in Seren von gesunden als auch atopischen Individuen nachgewiesen werden. Die Bildung von allergenspezifischen Antikörpern der Immunglobulinklassen IgG ist Teil der normalen Immunantwort auf eine Fremdstoff- oder Nahrungsmittelexposition. Es besteht keine Korrelation zur klinischen Symptomatik mit der allergischen Soforttypreaktion. Bezüglich ihrer Krankheitsrelevanz ist die Bedeutung der Antikörper völlig ungesichert.
Das klassische Verfahren zum Nachweis von Nahrungsmittelintoleranzen besteht in einer mehrwöchigen allergenarmen Diät mit anschließender schrittweiser Provokation entweder mit einzelnen Nahrungsmitteln oder sogenannten „Supermeals“, bei denen eine große Menge von einer Auswahl an (Pseudo-)Allergenen aufgenommen wird. Das Verfahren ist allerdings sehr zeitaufwendig und mithin nur zur Identifizierung einer begrenzten Zahl von Antigenen anwendbar.

## Bewertung des ALCAT-Tests
Das ALCAT Verfahren muss als umstrittenes Verfahren klassifiziert werden. Neben dem sehr aufwändigen Verfahren der Eliminationsdiät mit anschließender Provokation (s. o.) gibt es kein etabliertes, hinreichend mit klinischen Studien belegtes Verfahren zur Ermittlung von Nahrungsmittelintoleranzen. Diese Probleme liegen jedoch auch in der Natur der Sache begründet. Klinische Studien, die eine klare Aussage für oder gegen den ALCAT-Test erlauben würden, stehen aus. Zudem wird häufig festgestellt, dass der Test zur Bestimmung einer Nahrungsmittelallergie ungeeignet wäre, wobei dies jedoch nicht Ziel des Verfahrens ist.
Laut Jörg Kleine-Tebbe und anderen ist der früher als zytotoxischer Lebensmitteltest bezeichnete ALCAT-Test mit Nahrungsmitteln oder Zusatzstoffen … zur Diagnostik einer NMA oder NMI ungeeignet (NMA: Nahrungsmittelallergie; NMI: Nahrungsmittelintoleranz).
Die Deutsche Gesellschaft für Allergologie und klinische Immunologie (DGAI) und der Ärzteverband deutscher Allergologen (ADA) erklärten den Test für die Abklärung oder zum Ausschluss einer Nahrungsmittel-Allergie für ungeeignet.
Potter u. a. legten in einem kurzen Brief an das South African Medical Journal ihre ablehnende Meinung zum ALCAT-Test dar und begründeten dies mit der geringen Zahl vorhandener Studien zum Testverfahren.